# Франці Рейдельт
Франці Рейдельт (нім. Francy Rädelt; нар. 15 травня 1996) — німецька борчиня вільного стилю, срібна призерка Європейських ігор, чемпіонка світу серед студентів.

## Життєпис
Боротьбою почала займатися з 2003 року. Багаторазова призерка чемпіонатів світу та Європи у молодших вікових групах.
Виступала за борцівський клуб «RSV Hansa 90» Франкфурт-на-Одері. Тренер — Міхаель Коте (з 2003).

## Спортивні результати на міжнародних змаганнях

### Виступи на Чемпіонатах світу
| Змагання                        | Збірна    | Вагова категорія          | Місце |
| ------------------------------- | --------- | ------------------------- | ----- |
| Чемпіонат світу з боротьби 2015 | Німеччина | жіноча боротьба, до 75 кг | 23    |
| Чемпіонат світу з боротьби 2021 | Німеччина | жіноча боротьба, до 76 кг | 12    |
| Чемпіонат світу з боротьби 2022 | Німеччина | жіноча боротьба, до 76 кг | 15    |
| Чемпіонат світу з боротьби 2023 | Німеччина | жіноча боротьба, до 76 кг | 20    |

### Виступи на Чемпіонатах Європи
| Змагання                         | Збірна    | Вагова категорія          | Місце |
| -------------------------------- | --------- | ------------------------- | ----- |
| Чемпіонат Європи з боротьби 2022 | Німеччина | жіноча боротьба, до 76 кг | 10    |
| Чемпіонат Європи з боротьби 2023 | Німеччина | жіноча боротьба, до 76 кг | 7     |
| Чемпіонат Європи з боротьби 2024 | Німеччина | жіноча боротьба, до 76 кг | 7     |

### Виступи на Європейських іграх
| Змагання              | Збірна    | Вагова категорія          | Місце  |
| --------------------- | --------- | ------------------------- | ------ |
| Європейські ігри 2019 | Німеччина | жіноча боротьба, до 76 кг | Срібло |

### Виступи на Чемпіонатах світу серед студентів
| Змагання                                        | Збірна    | Вагова категорія          | Місце  |
| ----------------------------------------------- | --------- | ------------------------- | ------ |
| Чемпіонат світу з боротьби серед студентів 2018 | Німеччина | жіноча боротьба, до 76 кг | Золото |

### Виступи на інших змаганнях
| Змагання                                                      | Збірна    | Вагова категорія          | Місце  |
| ------------------------------------------------------------- | --------- | ------------------------- | ------ |
| Klippan Lady Open 2014                                        | Німеччина | жіноча боротьба, до 75 кг | Бронза |
| Гран-прі Німеччини з боротьби 2015                            | Німеччина | жіноча боротьба, до 75 кг | 7      |
| Гран-прі Німеччини з боротьби 2016                            | Німеччина | жіноча боротьба, до 75 кг | 6      |
| Київський Міжнародний турнір з боротьби 2017                  | Німеччина | жіноча боротьба, до 75 кг | 11     |
| Гран-прі Німеччини з боротьби 2017                            | Німеччина | жіноча боротьба, до 75 кг | 5      |
| Відкритий чемпіонат Польщі з боротьби 2017                    | Німеччина | жіноча боротьба, до 75 кг | 10     |
| Klippan Lady Open 2018                                        | Німеччина | жіноча боротьба, до 76 кг | 5      |
| Турнір Дана Колова — Николи Петрова 2018                      | Німеччина | жіноча боротьба, до 76 кг | 7      |
| Klippan Lady Open 2019                                        | Німеччина | жіноча боротьба, до 76 кг | Бронза |
| Гран-прі Німеччини з боротьби 2019                            | Німеччина | жіноча боротьба, до 76 кг | Бронза |
| Меморіал Маттео Пелліконе 2020                                | Німеччина | жіноча боротьба, до 76 кг | 11     |
| Гран-прі Франції Анрі Деглана 2021                            | Німеччина | жіноча боротьба, до 76 кг | 5      |
| Відкритий чемпіонат Польщі з боротьби 2021                    | Німеччина | жіноча боротьба, до 76 кг | 12     |
| Турнір Яшара Догу 2021                                        | Німеччина | жіноча боротьба, до 76 кг | Золото |
| Турнір Яшара Догу 2022                                        | Німеччина | жіноча боротьба, до 76 кг | Бронза |
| Меморіал Маттео Пелліконе 2022                                | Німеччина | жіноча боротьба, до 76 кг | 6      |
| Турнір Зухає Сгає 2022                                        | Німеччина | жіноча боротьба, до 76 кг | 4      |
| Меморіал Іона Корнеану і Ладислава Сімона 2022                | Німеччина | жіноча боротьба, до 76 кг | Бронза |
| Гран-прі Франції Анрі Деглана 2023                            | Німеччина | жіноча боротьба, до 76 кг | Бронза |
| Турнір Ібрагіма Мустафи 2023                                  | Німеччина | жіноча боротьба, до 76 кг | 15     |
| Меморіал Імре Поляка та Яноша Варги 2023                      | Німеччина | жіноча боротьба, до 76 кг | 10     |
| Відкритий чемпіонат Польщі з боротьби 2023                    | Німеччина | жіноча боротьба, до 76 кг | Бронза |
| Турнір Дана Колова — Николи Петрова 2024                      | Німеччина | жіноча боротьба, до 76 кг | 8      |
| Олімпійський кваліфікаційний турнір з боротьби 2024 (Баку)    | Німеччина | жіноча боротьба, до 76 кг | 14     |
| Олімпійський кваліфікаційний турнір з боротьби 2024 (Стамбул) | Німеччина | жіноча боротьба, до 76 кг | 8      |

### Виступи на змаганнях молодших вікових груп
| Змагання                                       | Збірна    | Вагова категорія          | Місце  |
| ---------------------------------------------- | --------- | ------------------------- | ------ |
| Чемпіонат Європи з боротьби серед кадетів 2012 | Німеччина | жіноча боротьба, до 70 кг | Срібло |
| Чемпіонат світу з боротьби серед кадетів 2012  | Німеччина | жіноча боротьба, до 70 кг | 8      |
| Чемпіонат Європи з боротьби серед кадетів 2013 | Німеччина | жіноча боротьба, до 70 кг | 11     |
| Чемпіонат світу з боротьби серед кадетів 2013  | Німеччина | жіноча боротьба, до 70 кг | Бронза |
| Чемпіонат Європи з боротьби серед юніорів 2014 | Німеччина | жіноча боротьба, до 72 кг | 7      |
| Чемпіонат світу з боротьби серед юніорів 2014  | Німеччина | жіноча боротьба, до 72 кг | 5      |
| Чемпіонат Європи з боротьби серед юніорів 2015 | Німеччина | жіноча боротьба, до 72 кг | Бронза |
| Чемпіонат світу з боротьби серед юніорів 2015  | Німеччина | жіноча боротьба, до 72 кг | 9      |
| Чемпіонат Європи з боротьби серед юніорів 2016 | Німеччина | жіноча боротьба, до 72 кг | Срібло |
| Чемпіонат світу з боротьби серед юніорів 2016  | Німеччина | жіноча боротьба, до 72 кг | 7      |
| Чемпіонат Європи з боротьби серед молоді 2017  | Німеччина | жіноча боротьба, до 75 кг | Бронза |
| Чемпіонат світу з боротьби серед молоді 2017   | Німеччина | жіноча боротьба, до 75 кг | Бронза |
| Чемпіонат Європи з боротьби серед молоді 2018  | Німеччина | жіноча боротьба, до 76 кг | 5      |
| Чемпіонат світу з боротьби серед молоді 2018   | Німеччина | жіноча боротьба, до 76 кг | 10     |
| Чемпіонат Європи з боротьби серед молоді 2019  | Німеччина | жіноча боротьба, до 76 кг | 8      |